# Iwahashi Zenbei
Iwahashi Zenbei est un nom japonais traditionnel ; le nom de famille (ou le nom d'école), Iwahashi, précède donc le prénom (ou le nom d'artiste).
 (novembre 2020).
Si vous disposez d'ouvrages ou d'articles de référence ou si vous connaissez des sites web de qualité traitant du thème abordé ici, merci de compléter l'article en donnant les références utiles à sa vérifiabilité et en les liant à la section « Notes et références ».
Iwahashi Zenbei (岩橋 善兵衛), né à Kaizuka près d'Osaka en 1756 – mort le 15 juillet 1811, est un opticien et astronome japonais.

## Biographie
Issu d'une famille de marchands, Iwahashi Zenbei se rend indépendant pour devenir opticien puis s'intéresse aux sciences naturelles et apprend la méthodologie scientifique et la physique auprès de Minagawa Kien, un érudit du Yi Jing à Kyoto. Il observe les mouvements du soleil, de la lune, des étoiles et met au point en 1801 un instrument appelé Heitengi 平天儀 pour calculer les mouvements des corps célestes et des marées puis rédige, en 1802, un ouvrage d'astronomie théorique intitulé Heitengi zukai 平天儀図解.
Zenbei étudie certains instruments d'optiques importés puis, en 1793, fabrique son premier télescope qui bénéficie d'une assez bonne réputation[réf. nécessaire]. Il fabrique ensuite de nombreux télescopes du type Galilée et Kepler, largement utilisés parmi les astronomes et les daimyo. Ses descendants se font fabricants de télescopes pendant quatre générations.
Zenbei Land, centre d'éducation pour l'astronomie et son histoire, ainsi nommé en l'honneur de Zenbei et équipé d'un réflecteur newtonien/cassegrain de 600 mm de diamètre, est ouvert au public depuis 1992 par le gouvernement municipal de Kaizuka.
L'astéroïde (7538) Zenbei porte son nom.